# William d'Aubigné
William d'Aubigné (ou d'Aubeney, d'Aubigny ou d'Albini), lord de Belvoir (mort le 1er mai 1236) était un membre important durant les rébellions baronniales contre le roi Jean d'Angleterre.

## Origines
William d'Aubigné était le fils de William d'Aubigné de Belvoir et de Maud FitzRobert, ainsi que le petit-fils de William d'Aubigné et de Cecily le Bigod, héritière du propriétaire terrien Robert de Toeni, qui détenait plus de 131 manoirs en 1086, selon le Domesday Book. Parmi ces propriétés, une dans le Leicestershire, où il a construit le château de Belvoir, qui a été la maison de la famille pendant de nombreuses générations. Il était haut shérif du Warwickshire et de Leicester et haut shérif du Bedfordshire et du Buckinghamshire en 1199.

## Actions militaires
D'Aubigné est resté neutre pendant les troubles au début du règne du roi Jean. Il ne rejoint les rebelles qu'après la prise de Londres en 1215.
Il était l'un des vingt-cinq cautions ou garants de la Magna Carta. Durant la guerre qui a suivi le scellement de la charte, il a détenu le château de Rochester pour les barons et il a été emprisonné après que le roi Jean ait pris le contrôle du château.
William d'Aubigné devint loyaliste à l'avènement du roi Henri III en octobre 1216. Il a été commandant durant la deuxième bataille de Lincoln le 20 mai 1217.

## Décès
William d'Aubigné est mort le 1er mai 1236 à Uffington, Lincolnshire. Son corps est enterré à l'abbaye de Newstead et « son cœur sous le mur, en face de l'autel du château de Belvoir ». Son fils, un autre William d'Aubigné, lui succède. Ce dernier est mort en 1247 et ne laissa que des filles. L'une d'elles était Isabelle, une cohéritière, qui a épousé Robert de Ros.